# Lepidophyllum
Lepidophyllum là một chi thực vật có hoa trong họ Cúc (Asteraceae).

## Loài
Chi Lepidophyllum gồm các loài: